# Potentilla sprengeliana
Potentilla sprengeliana är en rosväxtart som beskrevs av Johann Georg Christian Lehmann. Potentilla sprengeliana ingår i Fingerörtssläktet som ingår i familjen rosväxter. Utöver nominatformen finns också underarten P. s. pleniflora.